# Olaf Beyer
Olaf Beyer (4 agosto 1957) è un ex mezzofondista tedesco.

## Palmarès

### Europei
- 1 medaglia:
  - 1 oro (Praga 1978 negli 800 m piani)

## Altre competizioni internazionali
1977
- Coppa Europa di atletica leggera ( Helsinki)
- 7º in Coppa del mondo ( Düsseldorf), 800 m piani - 1'46"59

1979
- Coppa Europa di atletica leggera ( Torino)
- 4º in Coppa del mondo ( Montréal), 800 m piani - 1'47"90

1981
- Coppa Europa di atletica leggera ( Zagabria)
- Bronzo in Coppa del mondo ( Roma), 1500 m piani - 3'35"58

1985
- Argento in Coppa del mondo ( Canberra), 1500 m piani - 3'41"26